# Лесото на Светском првенству у атлетици на отвореном 2022.
Лесото је учествовао на 18. Светском првенству у атлетици на отвореном 2022. одржаном у Јуџину  од 15. до 25. јула осамнаести пут, односно учествовао је на свих првенствима до данас. Репрезентацију Лесота представљао је 1 атлетичар који се такмичио у маратону., 
На овом првенству такмичар Лесота није освојио ниједну медаљу али је остварио најбољи резултат сезоне.

## Учесници
Мушкарци:
- Тебело Рамаконгоана — Маратон

## Резултати

### Мушкарци
| Атлетичар           | Дисциплина | Лични рекорд | Квалификације | Квалификације | Полуфинале | Полуфинале | Финале      | Финале       | Детаљи |
| Атлетичар           | Дисциплина | Лични рекорд | Резултат      | Место         | Резултат   | Место      | Резултат    | Место        | Детаљи |
| ------------------- | ---------- | ------------ | ------------- | ------------- | ---------- | ---------- | ----------- | ------------ | ------ |
| Тебело Рамаконгоана | Маратон    | 2:05,04      |               |               |            |            | 2:10:24 ЛРС | 35 / 54 (63) |        |